# اوله پولیواچ
اوله پولیواچ (انگلیسی: Oleh Polyvach؛ زادهٔ ۱۶ ژانویهٔ ۱۹۷۵) ورزشکار بابسلد اهل اوکراین است.

## حرفه
وی همچنین یکی از ورزشکاران بابسلد در بازی‌های المپیک زمستانی ۱۹۹۸ و ۲۰۰۲ بوده‌است.